# Sotaquirá
Sotaquirá – miasto w Kolumbii, w departamencie Boyacá.